# Enzo Degani
Enzo Degani, latinisiert Hentzius Degani (* 30. September 1934 in Terrazzo, Provinz Verona; † 23. April 2000 in Bologna) war ein italienischer Gräzist.

## Leben
Degani, Sohn des Wildhüters Garibaldi Degani und der Grundschullehrerin Angelina Pasquale, absolvierte das Liceo A. Pigafetta in Vicenza. Nach dem Besuch einer Vorlesung des Gräzisten Carlo Diano an der Universität Padua entschied er sich gegen ein Studium der Angewandten Chemie für das der Klassischen Philologie. Am 7. November 1958 verteidigte er seine tesi di laurea zum Begriff Aion von Homer bis Aristoteles, eine auf ausführlichen Textanalysen basierende Begriffsgeschichte, in Padua bei Carlo Diano. Die Arbeit wurde 1961 im Druck veröffentlicht. Nach einem Jahr als assistente volontario bei Diano (1958–1959) folgte er dem Gräzisten Benedetto Marzullo als Assistent in griechischer Literatur an die Universität Cagliari (1959/1960–1968/1969). 1965 erwarb er mit Unterstützung durch Mario Untersteiner die libera docenza und vertrat in Cagliari die Lehrstühle für Byzantinische Philologie (1965/1966–1969/1970) und für Griechische Literatur (1967/1968–1968/1969).
Zum 1. November 1969 wurde er zum Professore straordinario an der Universität Bologna ernannt (auch sein Lehrer Marzullo, von dem er sich 1977/1978 aus Gründen philologischer Methodik entfernen sollte, wechselte an die Universität Bologna) und vom 1. November 1972 bis 2000 war er dort schließlich Ordinarius für griechische Literatur. Daneben vertrat er in der Lehre auch die Geschichte der griechischen Sprache (1970/1971–1971/1972), die Geschichte der Klassischen Philologie (1973/1974–1976/1977 und 1987/1988), die Byzantinische Philologie (1977/1978) und die griechische Philologie (1990/1991–1991/1992). Außerdem hielt er in Ravenna an der Scuola per Archivisti einen Kurs in mittelalterlichem Griechisch (1990/1991–1991/1992) sowie einen Kurs in griechischer Literatur im Rahmen des Corso di Laurea in Conservazione dei Beni Culturali (1992/1993).
Darüber hinaus war er auf Einladung von Giuseppe Giangrande Visiting Professor am Birkbeck College der Universität London (1977) und hielt er Gastvorträge und Seminare in Liverpool (1977), Freiburg (1978), Warschau (1980), Coimbra (1981), Athen, Thessaloniki, Ioannina (1983), Barcelona, Madrid (mehrfach), Konstanz, Köln und Hamburg (1988), Valladolid (1992), Toulouse (1994), Genf (1996), Salamanca, Valencia, Murcia und Lissabon sowie in Buenos Aires, La Plata, Mendoza und Santiago de Chile (September 1998). Im deutschsprachigen Raum ist Degani zudem durch einen längeren Beitrag zu der von Heinz-Günther Nesselrath herausgegebenen Einleitung in die griechische Philologie (1997) in Erscheinung getreten. Für den Neuen Pauly hat er eine große Zahl von Beiträgen zur griechischen Epigrammatik übernommen.
1998 wurde Degani mit dem Praemium Classicum Clavarense ausgezeichnet.
Im April 2000 erlag er einer schweren Krankheit.
Degani war zeitweise mit der Klassischen Philologin Maria Grazia Bonanno verheiratet.

## Forschungsschwerpunkte
Deganis Forschungsschwerpunkte lagen auf Iambos und Elegie der Archaik (zum Iambographen Hipponax, dem Erfinder des Hinkiambus, legte er die maßgebliche Edition von Fragmenten und Testimonien sowie einen Begleitband mit Interpretationen vor), auf der griechischen Tragödie und Komödie, der parodistischen und gastronomischen Dichtung, dem Epigramm, der Lexikographie und insbesondere Hesychios von Alexandria (sein Interesse an diesem Gebiet geht auf die frühen Jahre bei Marzullo zurück) und der Geschichte der Klassischen Philologie, insbesondere den biographisch-methodischen Profilen italienischer Gelehrter (in seinem letzten Aufsatz Filologia e storia empfiehlt er eine Verbindung der unterschiedlichen philologischen Methoden von Gottfried Hermann und August Boeckh). Auch der byzantinischen Literatur (Nikephoros Basilakes, Niketas Choniates) und Epigrammatik hat Degani einige Arbeiten gewidmet.
Nach einer wenig glücklichen Erfahrung mit der Leitung des Giornale Filologico Ferrarese (11, 1988–12, 1989), die Antonio Antonioni ihm angetragen hatte, begründete Degani 1990 zusammen mit Francesco Bossi, Gabriele Burzacchini, Ornella Montanari (seiner Assistentin), Vinicio Tammaro und Renzo Tosi eine eigene Zeitschrift unter dem Titel Eikasmós Quaderni Bolognesi di Filologia Classica, die sich trotz seines frühen Todes durchgesetzt hat und auch online präsent ist. Das griechische Verbalsubstantiv εἰκασμός eikasmós, abgeleitet von dem Verb εἰκάζω eikázo „ich vermute“, war bewusst gewählt worden, um den methodisch-kritischen Zuschnitt der Zeitschrift im Sinne Deganis zu charakterisieren. Zugleich sollte die Zeitschrift auch der Geschichte der Klassischen Philologie Rechnung tragen. Als Beitrag dazu ist auch die Aufnahme der Festschrift für Ernst Vogt zu verstehen, die der Erinnerung an verschiedene Klassische Philologen gewidmet ist.

## Schriften (Auswahl)
Schriftenverzeichnisse
- Giovanna Alvoni: Enzo Degani (30/IX/1934–23/IV/2000). In: Xenia Toruniensia. Bd. 7, 2002, S. 221–236 (PDF; enthält ein Verzeichnis der Schriften Deganis).
- Giovanna Alvoni: Bibliografia di Enzo Degani. In: Eikasmós. Bd. 11, 2000, S. 345–358; nachgedruckt in: Filologia e storia. Scritti di Enzo Degani. Bd. I, Hildesheim 2004, S. XVII–XXXV.

Monographien
- La poesia gastronomica greca. Bologna 1990.
- Studi su Ipponatte (= Studi e commenti. Bd. 2). Adriatica editrice, Bari 1984; nuova edizione anastaticamente riprodotta (= Spudasmata. Bd. 89), Georg Olms, Hildesheim 2002 (eingeschränkte Vorschau in der Google-Buchsuche).
- Αἰών da Omero ad Aristotele (= Pubblicazioni della Facoltà di Lettere e Filosofia, Università di Padova. Bd. 37). L.S. Olschki, Florenz 1961 (Tesi di laurea, Universität Padua, 1958).

Gesammelte Schriften
- Filologia e storia. Scritti di Enzo Degani (= Spudasmata. Bd. 95). A cura di Maria Grazia Albiani, Giovanna Alvoni, Andrea Barbieri, Francesco Bossi, Gabriele Burzacchini, Francesco Citti, Federico Condello, Elena Esposito, Alberta Lorenzoni, Massimo Magnani, Ornella Montanari, Simonetta Nannini, Camillo Neri, Vinicio Tammaro, Renzo Tosi. 2 Bände. Georg Olms Verlag, Hildesheim 2004; Scritti di Enzo Degani. Presentazione dell’opera. Bologna, 30 Settembre 2004, mit Inhaltsverzeichnis. – (Diese Sammlung kleiner Schriften umfasst über 1350 Seiten). – Rez. von Daniel Donnet, in: L'Antiquité Classique 75, 2006, S. 256–258 (online, mit Inhaltsverzeichnis).

Editionen
- Ipponatte, Frammenti (Studi di Eikasmós. Bd. 15). Introduzione, traduzione e note di Enzo Degani. Premessa di Gabriele Burzacchini, Bologna (Pàtron Editore) 2007.
- Hipponax, Testimonia et fragmenta. Teubner, Leipzig 1983; 2. Auflage: Teubner, Stuttgart/Leipzig 1991 (eingeschränkte Vorschau in der Google-Buchsuche).
- Poesia parodica greca. CLUEB, Bologna 1983.
- Poeti Greci Giambici ed Elegiaci. Letture Critiche. Mursia Editore, Mailand 1977. – Rez. von Giuseppe Giangrande, in: L'Antiquité Classique 48, 1979, S. 225 f. (online).
- mit Gabriele Burzacchini: Lirici greci. Antologia. La Nuova Italia, Florenz 1977.

Artikel
- Filologia e storia. In: Eikasmós 10, 1999, S. 279–314; Nachdruck in: Filologia e storia. Scritti di Enzo Degani (= Spudasmata. Bd. 95). Georg Olms Verlag, Hildesheim 2004.
- Griechische Literatur bis 300 v. Chr. In: Heinz–Günther Nesselrath (Hrsg.): Einleitung in die griechische Philologie. B. G. Teubner, Stuttgart 1997, ISBN 3-519-07435-4, S. 171–245.
- La poesia gastronomica greca (II). In: Alma Mater Studiorum 6.1, 1991, S. 147–163; Nachdruck in: Filologia e storia. Scritti di Enzo Degani (= Spudasmata. Bd. 95). Georg Olms Verlag, Hildesheim 2004.
- La filologia greca in Italia nel secolo XX. In: La filologia greca e latina in Italia nel secolo XX. Atti del Congresso Internazionale, Rom, 12–21 settembre 1984. Bd. 2, Pisa 1989, S. 1065–1140; Nachdruck in: Filologia e storia. Scritti di Enzo Degani (= Spudasmata. Bd. 95). Georg Olms Verlag, Hildesheim 2004.
- La critica testuale greco–latina, oggi. Metodi e problemi. In: Atti del Convegno Internazionale di Napoli (29–31 ottobre 1979). Rom 1981, S. 289–298.
- mit Maria Grazia Bonanno: Democrazia ateniese e sviluppo del dramma attico: I. La tragedia. In: Ranuccio Bianchi Bandinelli (Hrsg.), Storia e Civiltà dei Greci, Vol. III. Bompiani, Mailand 1979, S. 255–310; Nachdruck in: Filologia e storia. Scritti di Enzo Degani (= Spudasmata. Bd. 95). Georg Olms Verlag, Hildesheim 2004.